# آلیسون (بازیکن فوتبال)
آلیسون (انگلیسی: Acleisson؛ زادهٔ ۲۱ مهٔ ۱۹۸۲) بازیکن فوتبال اهل برزیل است.
از باشگاه‌هایی که در آن بازی کرده‌است می‌توان به باشگاه فوتبال میکا و باشگاه فوتبال تسپاکوستاسو گونما اشاره کرد.